# Psalm 80

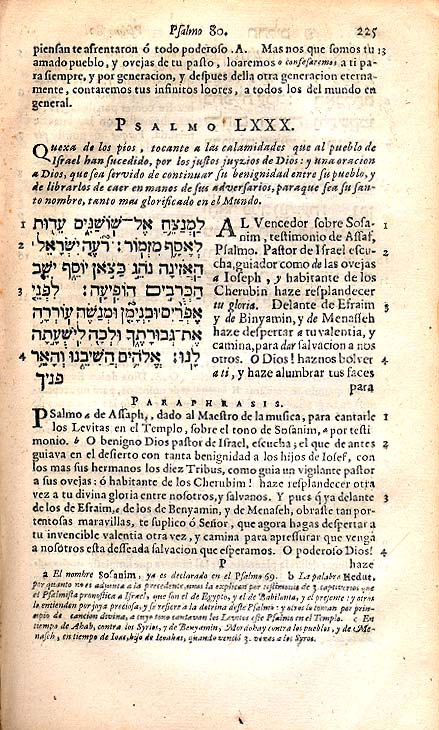
Psalm 80 in een boek met psalmenvertalingen in het Spaans door rabbijn Jacob Juda Leon, gedrukt in Amsterdam in 1671

Psalm 80 is de 80ste psalm van Psalmen in de Hebreeuwse Bijbel (in de Griekse Septuagint en Latijnse Vulgaat Psalm 79). Het opschrift van de psalm is: "Voor de koorleider. Op de wijs van De lelies. Een getuigenis. Van Asaf, een psalm."
De psalm behoort tot de klaagpsalmen.

## Interpretatie
Volgens een joodse interpretatie worden de Israëlieten in deze psalm gesymboliseerd door een wijnstok, die opgegeten wordt door een everzwijn. Dit zwijn zou dan staan voor de Romeinen. Het varken staat voor de twee kanten van de Romeinen. Het gedomesticeerde zwijn lijkt volgens de rabbijnse interpretatie een rustig dier, maar dat is schijn, het is immers treife (niet koosjer). De andere kant is de werkelijke aard van de Romeinen; die komt volgens deze interpretatie overeen met de aard van een wild dier.
Volgens een interpretatie van ds. J.A.S. Vegh is de psalm gedicht na de dood van Salomo, waarna het rijk gesplitst werd in twee delen, het noordelijke koninkrijk Israël en het zuidelijke koninkrijk Juda. God zou op dat moment boos zijn op Zijn volk, volgens deze interpretatie omdat het volk andere goden zou zijn gaan aanbidden. Deze reden voor de boosheid van God staat niet in de tekst van deze psalm. De dichter bidt tot God of Hij het volk wil helpen.
Volgens de interpretatie van Jos Douma heeft God het volk, in de psalm gesymboliseerd door een wijnstok, verlaten. De dichter smeekt God volgens deze interpretatie om verlossing.

## Gebruik

### Jodendom
- De psalm wordt gezongen op de derde dag van Pesach in sommige tradities.
- De psalm wordt in sommige tradities gezongen op de tweede dag van Soekot.

### Rooms-katholicisme
De psalm wordt ten gehore gebracht bij het getijdengebed, op donderdagochtend van week II.

## Wetenswaardigheden
De Franse componist Albert Roussel componeerde het stuk Psaume LXXX op de tekst van de Franse vertaling van Psalm 80 door Louis Segond.

## Vertalingen
- Nieuwe Bijbelvertaling
- Statenvertaling
- Statenvertaling met aantekeningen

1 · 2 · 3 · 4 · 5 · 6 · 7 · 8 · 9 · 10 · 11 · 12 · 13 · 14 · 15 · 16 · 17 · 18 · 19 · 20 · 21 · 22 · 23 · 24 · 25 · 26 · 27 · 28 · 29 · 30 · 31 · 32 · 33 · 34 · 35 · 36 · 37 · 38 · 39 · 40 · 41 · 42 · 43 · 44 · 45 · 46 · 47 · 48 · 49 · 50 · 51 · 52 · 53 · 54 · 55 · 56 · 57 · 58 · 59 · 60 · 61 · 62 · 63 · 64 · 65 · 66 · 67 · 68 · 69 · 70 · 71 · 72 · 73 · 74 · 75 · 76 · 77 · 78 · 79 · 80 · 81 · 82 · 83 · 84 · 85 · 86 · 87 · 88 · 89 · 90 · 91 · 92 · 93 · 94 · 95 · 96 · 97 · 98 · 99 · 100 · 101 · 102 · 103 · 104 · 105 · 106 · 107 · 108 · 109 · 110 · 111 · 112 · 113 · 114 · 115 · 116 · 117 · 118 · 119 · 120 · 121 · 122 · 123 · 124 · 125 · 126 · 127 · 128 · 129 · 130 · 131 · 132 · 133 · 134 · 135 · 136 · 137 · 138 · 139 · 140 · 141 · 142 · 143 · 144 · 145 · 146 · 147 · 148 · 149 · 150 · 151